# 日産・240SX
240SX（ツーフォーティー・エスエックス）は、日産自動車がかつて販売していたクーペ型の乗用車、シルビア/180SXの北米仕様車である。

## 概要

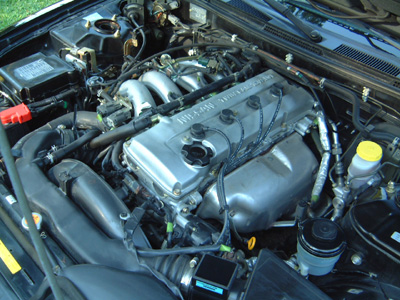
KA24DE型エンジン

北米市場では「200SX」として販売されていたS10型/S110型/S12型シルビアの後継として導入された。車名の「240」は、搭載エンジンの排気量が2,400 ccであることに由来する。
北米でのSXおよびその兄貴分にあたるZは、世代交代の度に車格とスポーティ度を高め、かつて「プアマンズ・ポルシェ」と呼ばれたZはポルシェと同等の高級スポーツカーに発展し、SXは旧来のZと同等の廉価版スポーツカーとみなされるようになった。デビュー当初、特にファストバックモデルはその車名と相まって「240Z（S30型）の再来」と絶賛され、ダットサンで育った年配層など、従来のユーザー層以外からも支持を受けヒット作となった。
なお、従来のSXのポジションであった女性を主なターゲットとしたセクレタリーカーとしては、NXがその座を担うこととなった。
日産では180SXとは別の独立した車種という扱いであるため、240SXの輸出台数は180SXの総生産台数（11万3,500台）に含まれていない。

## 初代 S13型（1989年 - 1994年）
ボディタイプは2ドアノッチバックと3ドアファストバックの2種類。それぞれ日本におけるS13型シルビア/180SXに相当するが、240SXは2ドア（≒シルビア）に関しても180SXと共通のリトラクタブル・ヘッドライトによるフロントマスクを採用した、いわゆる『ワンビア』になっていた。
エンジンは、日本向けシルビア/180SXには設定のないKA24E型 2.4 L 直列4気筒SOHCを搭載。1991年モデルからはDOHCのKA24DE型に変更された。
1992年モデルでフェイスリフトを受け、従来の「豚鼻」と呼ばれたフロントグリルを廃し、バンパーはボリュームを増しつつ、滑らかな形状となった。同時に2ドアコンバーチブルが追加され、最終年となった1994年モデルはコンバーチブルのみの販売となった。
日本国内でも数は少ないながら逆輸入されており、日本国内での型式認定を受けてはいないが、車検証記載の型式は「-RMS13-」となる。また、部品レベルでは、240SXのリアセンターガーニッシュを180SX前期型に流用する例も見られた。

## 2代目 S14型（1995年 - 1998年）
1994年に1995年モデルとして登場。ボディタイプは2ドアのみで3ドアは廃止された。基本的なスタイルはS14型シルビアと同一であるが、緩衝装置を内蔵した5マイルバンパーを装備しているため、日本国内仕様よりやや大ぶりとなる。それに加え、前期型ではフロントマーカーランプ（ターンシグナル兼用）もやや大きい。
上位からSE、LE、ベースグレードの3種類のグレード展開で、SE、LEはホイールが5穴であるのに対し、ベースグレードは4穴でサンルーフも装備されないなど、上級グレードとの差が大きい。また、フロントディスクブレーキは日本向けシルビアの自然吸気（NA）モデルと同様、4ポットキャリパーの設定はない。
1995年にはNXの後継として「200SX」（日本名：ルキノクーペ）が登場。240SXの登場によって消滅していた同名称が復活した。
1997年にフェイスリフトが行われ、ヘッドライトおよびテールランプの形状が変更された。ヘッドライトは日本のS14シルビア後期型と大差はないが、プロジェクターライトの形がわずかに異なる。フロントバンパーは日本仕様とは異なる独自のデザインを採用する。
240SXはS14型を最後に廃止されたため、S15型シルビアに相当するモデルは北米では販売されなかった。

## モータースポーツ

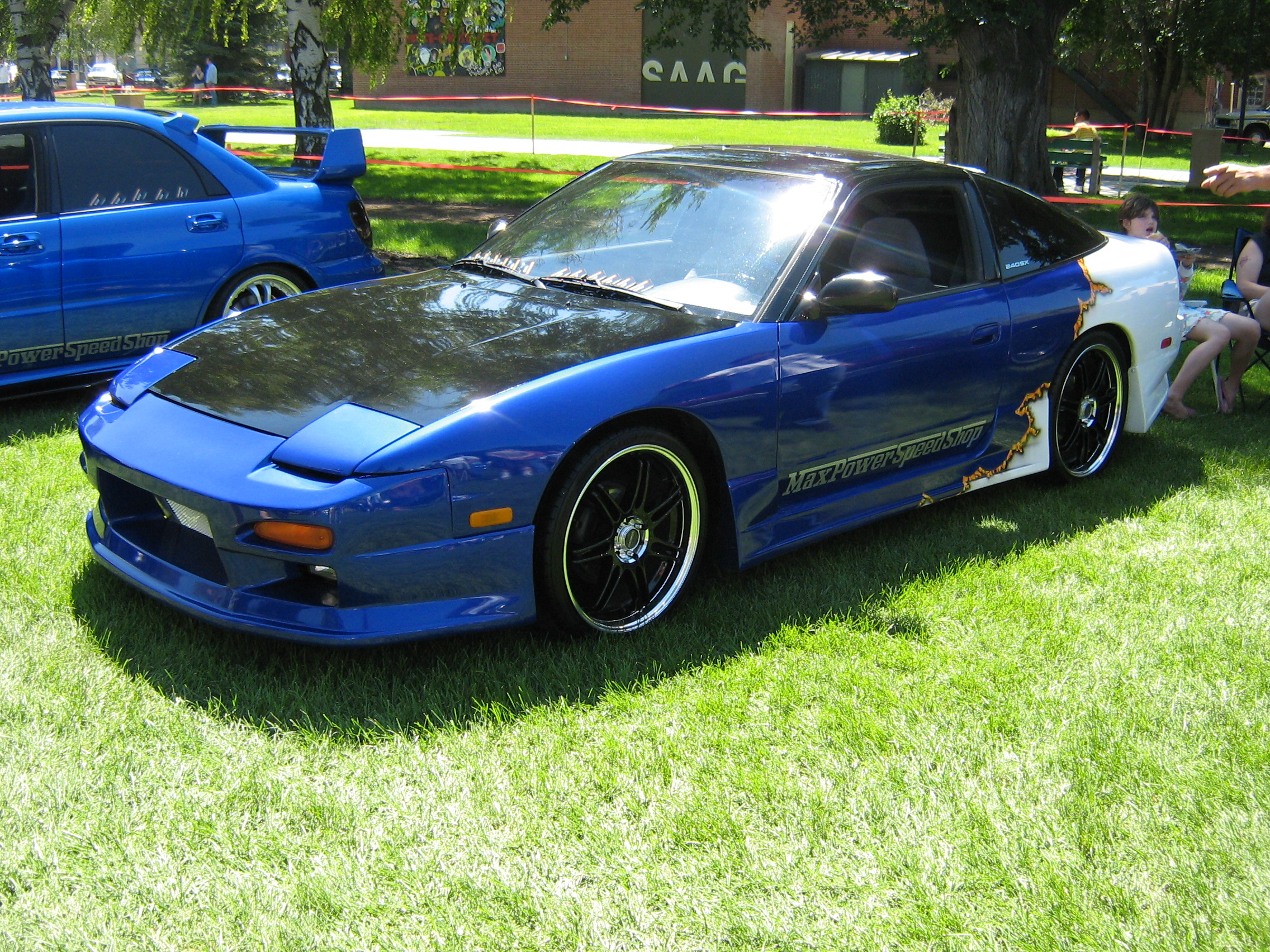
モディファイされたS13型240SXの例

S13型は、1990年代にエレクトラモーティブ隷下のライツィンガー・レーシングからIMSA-GTUクラスに参戦した。フォーミュラDでは吉原大二郎がS13型で参戦していた時期があり、2011年にはシリーズチャンピオンを獲得している。
また、ドリフト文化がアメリカにも浸透した頃から、後輪駆動の240SXにも注目が集まり、中古市場の相場も上昇した。ただし、240SXには日本のシルビア/180SXに搭載されているCA18DETやSR20DETといったターボエンジンが存在しないため、現地でポピュラーなV型8気筒やホンダ・K型エンジンへスワップしたり、日本から輸入されたCA18DETやSR20DET、さらには少数ながらRB系エンジンへのスワップ例も存在する。